# إدوارد ر. ماكلولين
إدوارد ر. ماكلولين (بالإنجليزية: Edward R. McLaughlin)‏ هو سياسي أمريكي، ولد في 13 أبريل 1928 في سبيرفيش في الولايات المتحدة. حزبياً، نشط في الحزب الجمهوري. وقد انتخب عضو داكوتا الجنوبية البيت النواب.